# Tumbessparv
Tumbessparv (Rhynchospiza stolzmanni) är en fågel i familjen amerikanska sparvar inom ordningen tättingar.

## Utseende
Tumbessparven är grå unde och brun på ryggen, Ryggen är brun och huvudet är strimmigt. Näbben är relativt stor. Ingen liknande art finns i dess utbredningsområde.

## Utbredning och systematik
Arten återfinns i arida kustområden i sydvästra Ecuador och nordvästra Peru. Den anses vara monotypisk.

### Släktestillhörighet
Tidigare placerades arten i släktet Aimophila, men genetiska studier visar att arterna i släktet inte är varandras närmaste släktingar.

### Familjetillhörighet
Tidigare fördes de amerikanska sparvarna till familjen fältsparvar (Emberizidae) som omfattar liknande arter i Eurasien och Afrika. Flera genetiska studier visar dock att de utgör en distinkt grupp som sannolikt står närmare skogssångare (Parulidae), trupialer (Icteridae) och flera artfattiga familjer endemiska för Karibien.

## Levnadssätt
Tumbessparven hittas i ökenartade områden. Där födosöker den vanligen på marken i lågväxta buskage och kan därför vara svår att få syn på. Ibland sätter den sig dock högre upp på en exponerad gren för att spana runt eller sjunga.

## Status
Arten har ett begränsat utbredningsområde, men beståndet anses vara stabilt. IUCN kategoriserar arten som livskraftig.

## Namn
Fågelns vetenskapliga artnamn hedrar Jan Stanislaw Sztolcman (1854-1928) polsk zoolog verksam som samlare av specimen i tropiska Amerika 1875-1881 och 1882-1884.